# Réserve naturelle de l'île de Palota
Le Réserve naturelle de l'île de Palota (en hongrois : Palotai-sziget természetvédelmi terület) est une réserve naturelle, située à Budapest.